# دایان مویر
دایان مویر (انگلیسی: Diane Moyer؛ زادهٔ july ۲۹, ۱۹۵۸ (۶۶ سال)) ورزشکار هاکی روی چمن اهل ایالات متحده آمریکا است.
وی در مسابقات کشوری و بین‌المللی در مجموع برندهٔ ۱ مدال برنز شده‌است.